# Suicidal Tendencies
Suicidal Tendencies (englisch für ‚selbstmörderische Neigungen‘) ist eine US-amerikanische Hardcore-Band aus Südkalifornien mit Einflüssen aus Thrash Metal und Funk.

## Bandgeschichte

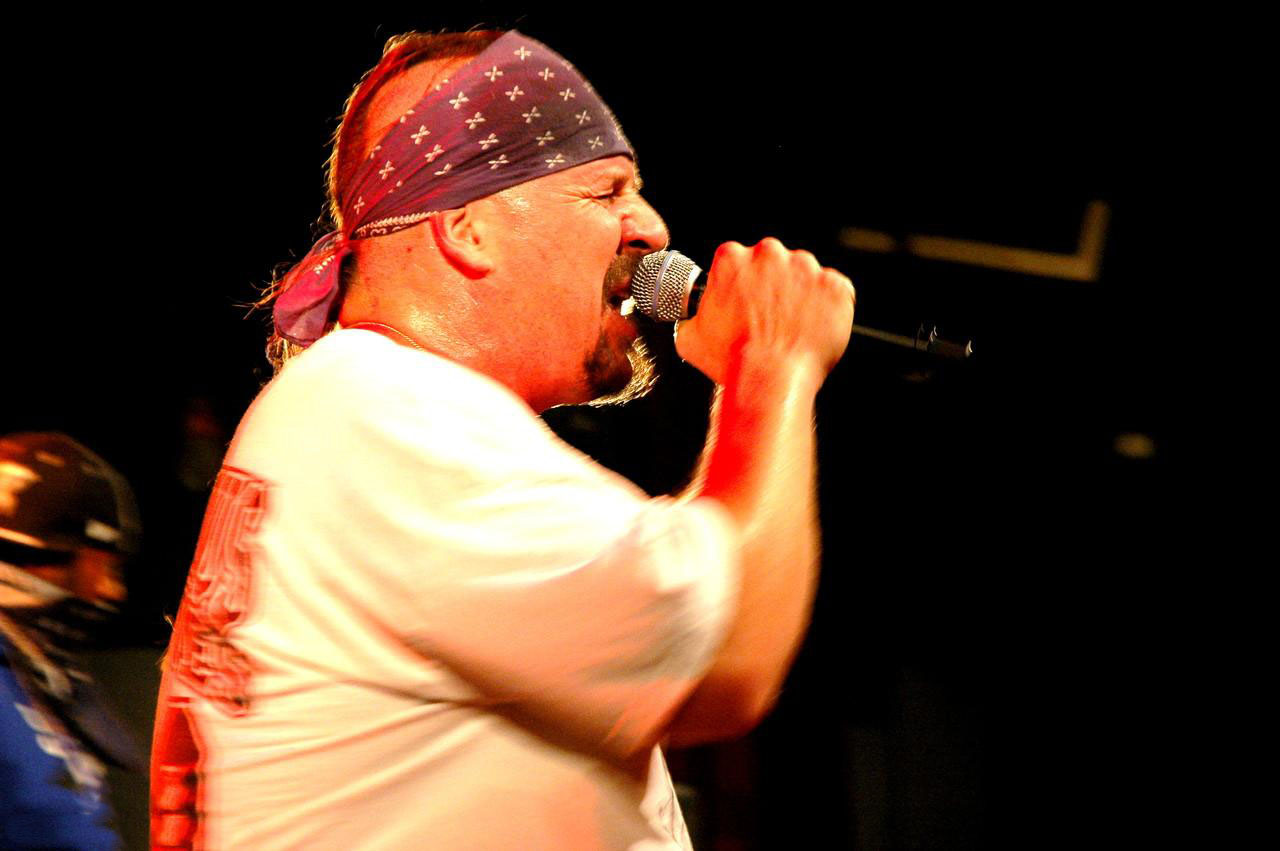
Mike Muir ist das einzige noch aktive Gründungsmitglied der Band.

1982 in Venice Beach in einer WG gegründet, spielte die Band zunächst lediglich auf Partys und in kleineren Clubs und Hallen. 1983 veröffentlichte sie ihr selbstbetiteltes Debütalbum auf dem Independent-Label Frontier Records und die Single Institutionalized. Mit Join the Army gelang ihnen 1987 erstmals der Sprung in die Top 100 Billboard-Charts, der begleitet war von jahrelangen Auftrittsverboten in Kalifornien und FBI-Überwachungen aufgrund ihres Auftretens im Stil der in Venice Beach ansässigen Venice 13, einer mexikanisch-amerikanischen Straßengang. Ihre steigende Popularität zeigte sich auch daran, dass die Musikvideos der Band im Gegensatz zu denen vieler anderer Punk-/Hardcore-Bands auch bei MTV und anderen Sendern liefen; selbst in der Kult-Krimiserie Miami Vice hatte Suicidal Tendencies einen Cameo-Auftritt. Nach einer kurzen Auszeit folgte 1988 How Will I Laugh Tomorrow When I Can’t Even Smile Today. Anfang der 1990er-Jahre, nachdem die Band 1990 das Album Lights … Camera … Revolution! veröffentlicht hatte, ging sie schließlich mit Gruppen wie Metallica oder Guns n’ Roses auf Tournee, was ihren Bekanntheitsgrad noch einmal steigerte. 1992 folgte die Platte The Art of Rebellion. Auf die anschließende Tour im Herbst nahm die Band die kurz vor der Veröffentlichung ihres Debüts stehenden Rage Against the Machine mit. Einschließlich des Nachfolgers Suicidal for Life (1994) war dies die kommerziell erfolgreichste Phase der Band. Zwischendurch wurde 1993 noch einmal das Debütalbum unter dem Titel Still Cyco After All These Years neu eingespielt. Die vorläufige Auflösung folgte 1995. Bekannt wurde hierzu der Ausspruch Mike Muirs: „Ich löse Suicidal lieber zwei Jahre zu früh auf, als zwei Minuten zu spät“. Weiterer Grund zur Auflösung war die Hoffnung der Band, sich von Sony lösen zu können und ihre Veröffentlichungen und Management wieder selbst in die Hände zu nehmen.
1997 formierte er die Band neu, diesmal mit Dean Pleasants von Infectious Grooves an der Lead-Gitarre. Seit 2000 ist auch der frühere Rhythmusgitarrist Mike Clark wieder dabei. An die alten Erfolge konnte die Band bisher nicht wieder anknüpfen, doch in der Punk- und Hardcore- sowie der Skateboard-Szene genießt sie nach wie vor hohes Ansehen. Auf der Resistance Tour 2003 zog sich Mike Muir eine Rückenverletzung zu, die immer wieder zu Komplikationen führte. So musste etwa die für 2005 geplante Tournee abgesagt werden, und auch die Veröffentlichung einer neuen CD (Return to Venice) und einer Live-DVD (Live at Grand Olympic Auditorium, 29. Oktober 2005) wurde immer wieder verschoben.
Im Oktober 2008 wurde mit Eric Moore II ein neuer Schlagzeuger präsentiert, und im Zuge des 25-jährigen Jubiläums gab es im November einige Gigs in Frankreich sowie eine kleine USA-Tournee. Im Frühjahr 2009 wurde neues Material veröffentlicht – allerdings nicht als eigenes Album, sondern ähnlich wie schon auf den Friends & Family-Samplern zusammen mit neuen Liedern von den Infectious Grooves und Mike Muirs Nebenprojekt Cyco Miko. Das Album trägt den Titel Year of the Cycos.
2013 erschien nach 13 Jahren das neue Studioalbum 13. Am 27. August 2014 gab die Band auf ihrer Facebook-Seite den Tod ihres Bassisten Tim Williams bekannt.
Im Jahr 2016 wurde als Nachfolger für Tim Williams Ra Diaz am Bass eingestellt, und Dave Lombardo (vormals Slayer, Testament, Grip Inc. u. a.) besetzte den Posten des Schlagzeugers (bis 2022). In diesem Lineup veröffentlichten die Suicidal Tendencies die Alben World Gone Mad und die neu eingespielte Retrospektive alter Cyco-Miko-Songs unter dem Albennamen Still Cyco Punk After All These Years.
2021 kam es zu einer dreiwöchigen Sperre des Instagram-Accounts der Band, die mit dem Bandnamen begründet wurde.
2024 wurde bekannt gegeben, dass Jay Weinberg, ehemaliges Mitglied von Slipknot, als Drummer einsteigt.

## Stil und Einfluss

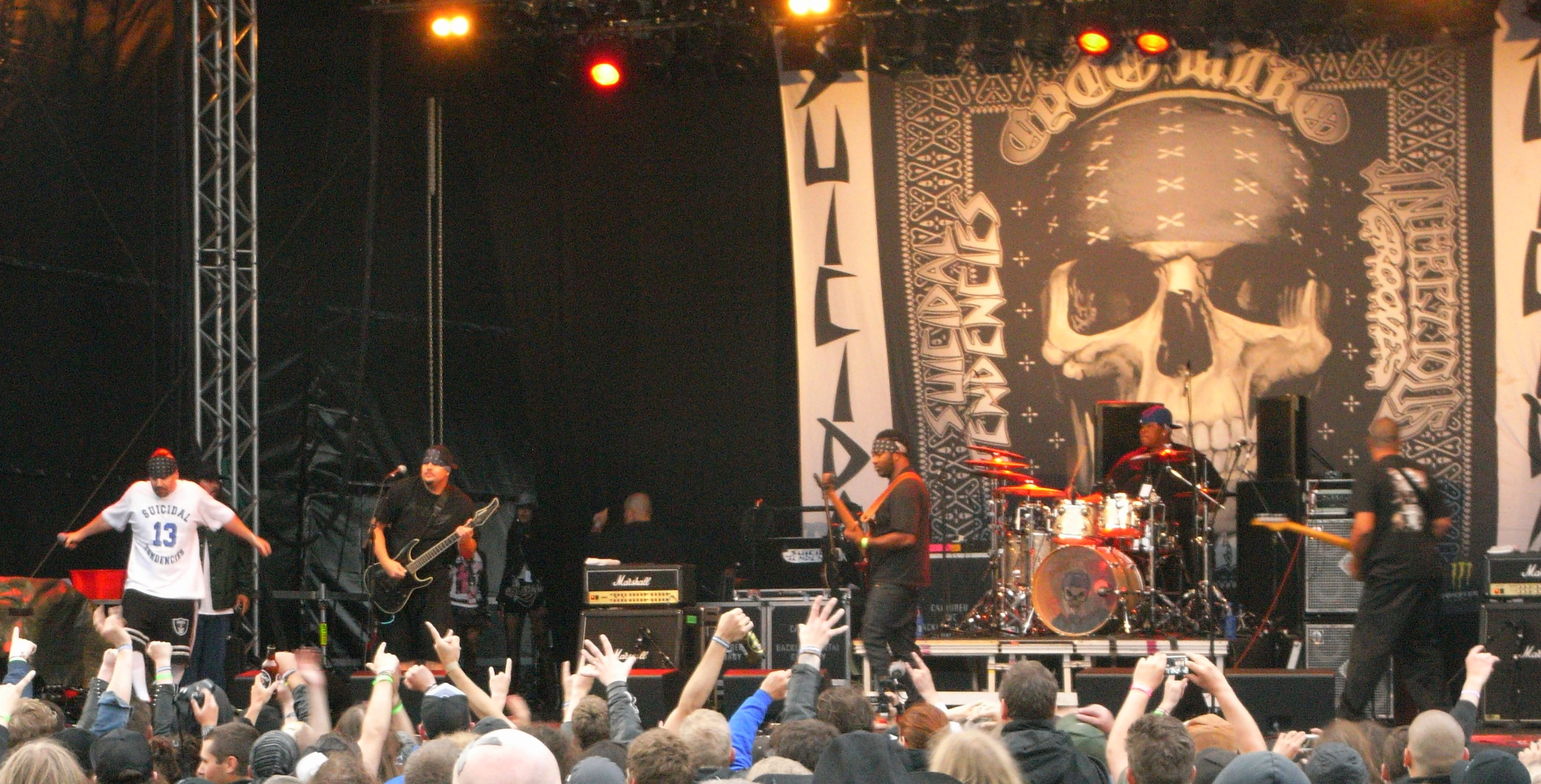
Norje-Festival 2010, Blekinge, Schweden

Suicidal Tendencies prägten mit ihrer Musik einen eigenen Stil, der daraufhin oft kopiert wurde. Darüber hinaus schufen sie einen eigenen Lifestyle, welcher gerade in den Achtzigern und frühen 1990er Jahren viele Anhänger in der Punk- und Hardcoreszene fand. Als Songwriter prangert Mike Muir einerseits gesellschaftliche Missstände an, schreibt andererseits aber auch Texte über die Innenwelt der Unverstandenen. Fans der Band bezeichnen sich selbst als „Suicycos“ oder einfach nur „Cycos“ (in englischer Sprache gleichlautend: „Psychos“), angelehnt an den Spitznamen des Frontmannes Mike „Cyco Miko“ Muir. Von der Originalbesetzung der Band ist nur noch Mike Muir übrig, der ein eigenes Plattenlabel, Suicidal Records, betreibt, auf dem auch die Platten der vielen Nebenprojekte von Suicidal Tendencies erscheinen. Bekannte Side-Projects sind Infectious Grooves oder auch Cyco Miko. Ebenso gibt es in Venice Beach, der Heimat der Band, einen Tattoo-Shop Suicidal Tattoos.
Suicidal Tendencies prägten auch einen eigenen Kleidungsstil. Hochgeklappte Baseballmützen, blaue Bandanas und Basketballshirts mit dem Suicidal-Logo und der Nummer 13 darauf sind wohl die prägnantesten Beispiele.

## Trivia
Der Song Subliminal aus dem Album Suicidal Tendencies ist Teil des Soundtracks zum Videospiel Grand Theft Auto V (2013) und ist im Spiel auf dem Radiosender Channel-X zu hören. Auch im 1984 erschienenen Film Repo Man ist die Band zu hören.

## Diskografie

### Studioalben
| Jahr | Titel Musiklabel                                                     | Höchstplatzierung, Gesamtwochen, AuszeichnungChartplatzierungen (Jahr, Titel, Musiklabel, Platzierungen, Wochen, Auszeichnungen, Anmerkungen) | Höchstplatzierung, Gesamtwochen, AuszeichnungChartplatzierungen (Jahr, Titel, Musiklabel, Platzierungen, Wochen, Auszeichnungen, Anmerkungen) | Höchstplatzierung, Gesamtwochen, AuszeichnungChartplatzierungen (Jahr, Titel, Musiklabel, Platzierungen, Wochen, Auszeichnungen, Anmerkungen) | Höchstplatzierung, Gesamtwochen, AuszeichnungChartplatzierungen (Jahr, Titel, Musiklabel, Platzierungen, Wochen, Auszeichnungen, Anmerkungen) | Anmerkungen                                                |
| Jahr | Titel Musiklabel                                                     | DE | CH | UK | US | Anmerkungen                                                |
| ---- | -------------------------------------------------------------------- | --- | --- | --- | --- | ---------------------------------------------------------- |
| 1983 | Suicidal Tendencies Frontier Records                                 | — | — | — | — | Erstveröffentlichung: 5. Juli 1983                         |
| 1987 | Join the Army Caroline Records                                       | — | — | UK81 (1 Wo.)UK | US100 (13 Wo.)US | Erstveröffentlichung: 9. Juni 1987                         |
| 1988 | How Will I Laugh Tomorrow When I Can’t Even Smile Today Epic Records | — | — | — | US111 (12 Wo.)US | Erstveröffentlichung: 13. September 1988                   |
| 1989 | Controlled by Hatred Epic Records                                    | — | — | — | US150 Gold · (5 Wo.)US | Erstveröffentlichung: 17. Oktober 1989 Verkäufe: + 500.000 |
| 1990 | Lights … Camera … Revolution! Epic Records                           | — | — | UK59 (1 Wo.)UK | US101 Gold · (15 Wo.)US | Erstveröffentlichung: 3. Juli 1990 Verkäufe: + 500.000     |
| 1992 | The Art of Rebellion Epic Records                                    | DE35 (11 Wo.)DE | — | — | US52 (10 Wo.)US | Erstveröffentlichung: 7. Juli 1992                         |
| 1993 | Still Cyco After All These Years Epic Records                        | DE68 (9 Wo.)DE | — | — | US117 (3 Wo.)US | Erstveröffentlichung: 15. Juni 1993                        |
| 1994 | Suicidal for Life Epic Records                                       | DE32 (9 Wo.)DE | CH43 (3 Wo.)CH | UK87 (1 Wo.)UK | US82 (3 Wo.)US | Erstveröffentlichung: 14. Juni 1994                        |
| 1999 | Freedumb Suicidal Records                                            | DE90 (1 Wo.)DE | — | — | — | Erstveröffentlichung: 18. Mai 1999                         |
| 2000 | Free Your Soul and Save My Mind Suicidal Records                     | DE92 (1 Wo.)DE | — | — | — | Erstveröffentlichung: 12. September 2000                   |
| 2013 | 13 Suicidal Records                                                  | — | — | — | US187 (1 Wo.)US | Erstveröffentlichung: 26. März 2013                        |
| 2016 | World Gone Mad Suicidal Records                                      | DE41 (1 Wo.)DE | CH72 (1 Wo.)CH | — | US192 (1 Wo.)US | Erstveröffentlichung: 30. September 2016                   |
| 2018 | Still Cyco Punk After All These Years Suicidal Records               | DE94 (1 Wo.)DE | — | — | — | Erstveröffentlichung: 7. September 2018                    |

### Livealben
- 1993: Freedom, Justice and Equality (Live im PC69 Bielefeld, 16. Oktober 1992)

### Kompilationen
- 1992: FNG
- 1997: Prime Cuts
- 1998: Friends and Family
- 2001: Friends and Family 2
- 2009: Year of the Cycos
- 2010: No Mercy Fool! / The Suicidal Family

### EPs
- 1998: Six the Hard Way
- 2018: Get Your Fight On

### Singles
| Jahr | Titel Album                                      | Höchstplatzierung, Gesamtwochen, AuszeichnungChartplatzierungen (Jahr, Titel, Album, Platzierungen, Wochen, Auszeichnungen, Anmerkungen) | Höchstplatzierung, Gesamtwochen, AuszeichnungChartplatzierungen (Jahr, Titel, Album, Platzierungen, Wochen, Auszeichnungen, Anmerkungen) | Höchstplatzierung, Gesamtwochen, AuszeichnungChartplatzierungen (Jahr, Titel, Album, Platzierungen, Wochen, Auszeichnungen, Anmerkungen) | Höchstplatzierung, Gesamtwochen, AuszeichnungChartplatzierungen (Jahr, Titel, Album, Platzierungen, Wochen, Auszeichnungen, Anmerkungen) | Anmerkungen                |
| Jahr | Titel Album                                      | DE | CH | UK | US | Anmerkungen                |
| ---- | ------------------------------------------------ | --- | --- | --- | --- | -------------------------- |
| 1990 | Send Me Your Money Lights … Camera … Revolution! | — | — | UK83 (2 Wo.)UK | — | Erstveröffentlichung: 1990 |

### Auszeichnungen für Musikverkäufe
Anmerkung: Auszeichnungen in Ländern aus den Charttabellen bzw. Chartboxen sind in ebendiesen zu finden.
| Land/RegionAuszeichnungen für Musikverkäufe (Land/Region, Auszeichnungen, Verkäufe, Quellen) | Gold     | Platin | Verkäufe  | Quellen  |
| -------------------------------------------------------------------------------------------- | -------- | ------ | --------- | -------- |
| Vereinigte Staaten (RIAA)                                                                    | 2× Gold2 | —      | 1.000.000 | riaa.com |
| Insgesamt                                                                                    | 2× Gold2 | —      |           |          |